# Saint Johns (fiume)
Il fiume St. Johns (comunemente scritto in modo non corretto fiume St. John's) è il fiume più lungo dello stato USA della Florida, che si estende per 500 km dalla contea di Indian River all'Oceano Atlantico nella contea di Duval. È uno dei pochissimi fiumi nordamericani a scorrere da sud a nord. Il cambiamento di livello dall'inizio del fiume alla foce è solo di 10 m circa, facendo diventare il St. Johns uno dei fiumi più "pigri" del mondo. Questo lento scorrere rende difficile far defluire le sostanze inquinanti dalle acque, il che è diventato un problema serio per l'ecosistema del fiume. Malgrado l'inquinamento, il St. Johns costituisce l'habitat di numerose specie acquatiche. Non è insolito vedere delfini nel fiume a nord di Jacksonville, lamantini in primavera, quando l'acqua si scalda, alligatori, aquile calve, falchi pescatori, pastinache e molte specie di pesci, sia d'acqua salata che dolce.

## I tre bacini
Il bacino superiore (meridionale) del fiume ha rive indistinte, con numerose paludi e lagune, che spesso si uniscono in stagni e laghi. Alcuni dei laghi più ampi sono conosciuti oggi come Lago Hell 'n' Blazes, Lago Sawgrass, Lago Washington, Lago Winder, Lago Poinsett, Lago Ruth, Lago Puzzle, Lago Harney, Lago Jesup e Lago Monroe.
Al di sotto del Lago Harney, il fiume si unisce al fiume Econlockhatchee e scorre tra alti picchi da entrambi i lati, formando il bacino di mezzo. Questa parte del fiume scorre attraverso quello che ora è la Ocala National Forest. Dopo l'acquisizione inglese della Florida dalla Spagna nel 1762, l'espoloratore inglese William Bartram fu mandato da Re Giorgio III ad esplorare il territorio. Nel suo successivo libro intitolato Travels, Bartram descrisse il bacino di mezzo come una «...terra benedetta dove gli dei hanno accumulato in un mucchio tutte le piante fiorite, gli uccelli, i pesci e altri animali e piante di due continenti in modo da trasformare i ruscelli che scorrono veloci, le coste silenziose dei laghi e la suggestione senza fine dei boschi di questa terra misteriosa in un vero giardino dell'Eden.» Qui il fiume forma il vasto e poco profondo Lago George, dove sono stati visti, in periodi di siccità, squali marini dove le normali acque dolci del fiume non riescono a ricacciare indietro l'afflusso dell'acqua salata dell'Atlantico.
Il bacino più basso (settentrionale) incomincia dove il più ampio affluente del St. Johns, il fiume Ocklawaha, si unisce al suo corso (entrambi i fiumi fanno parte della moderna Caravelle Ranch Wildlife Management Area). Passa attraverso la storica città di Palatka, Florida, e poi attraverso basse terre con foreste di latifoglie ancora intatte, pianeggianti distese boschive di pini e catene di sabbiose colline, sulla sua strada verso Jacksonville.
Passato Green Cove Springs, il fiume diventa un estuario, dove acqua dolce e acqua salata s'incontrano e un'ampia varietà di specie vive in isole, insenature, stretti, ruscelli e paludi della zona.

## Storia e nomi
Il bacino del fiume fu casa delle tribù native dei Timucua, le quali gli diedero il nome di Welaka, o "fiume dei laghi".
All'inizio del '500, gli esploratori spagnoli chiamarono il fiume Río de Corrientes, o "fiume delle correnti".
Una spedizione degli Ugonotti Francesi sbarcò alla bocca del fiume il 1º maggio 1562 e lo chiamarono Rivière du Mai, o "fiume di Maggio". Nel 1564, un picco sovrastante in questo luogo (St. Johns Bluff) divenne l'ubicazione di Fort Caroline, la prima colonia francese nel Nord America. Questa fortezza fu catturata dagli spagnoli provenienti da St. Augustine, un po' più di un anno dopo che fu fondato. I conquistatori spagnoli rinominarono il fiume (e la fortezza) San Mateo, da San Matteo, la cui ricorrenza cadeva il giorno dopo la loro vittoria sui francesi.
Una missione Cattolica chiamata San Juan del Puerto fu fondata sulla Fort St. George Island, vicino alla bocca del fiume intorno al 1578 e al tempo il fiume era conosciuto come Río de San Juan. Questo fu tradotto St. Johns River in inglese e questo nome è rimasto intatto attraverso colonizzazioni, guerre e la creazione degli Stati Uniti.

## Oggi
Siccome il fiume St. Johns scorre attraverso la città di Jacksonville, Florida, è attraversato da sette ponti (vedi sotto). I servizi della Jacksonville Port Authority (spesso abbreviata in JAXPORT) alla bocca del fiume St. Johns formano il secondo porto più grande della Florida. Nell'anno fiscale 2003, JAXPORT ha manovrato oltre 1.500 navi, consegnando circa 700.000 container e oltre 500.000 automobili. Alcuni dei principali prodotti sono gesso e petrolio.
L'U.S. Navy mantiene la Navy Air Station Jacksonville e il Naval Station Mayport vicino alla bocca del fiume.

## Attraversamenti del fiume St. Johns a Jacksonville
- Sud del centro Buckman Bridge – Timuquana Bridge (mai costruito)
- Sud dal centro Fuller Warren Bridge – Acosta Bridge – Main Street Bridge
- Est dal centro Hart Bridge – Mathews Bridge – 20th Street Extension (mai costruito)
- Est del centro Dames Point Bridge – SR 113A (mai costruito) – Mayport Ferry